# 韦塞 (芒什省)
韦塞（法語：Vessey，法語發音：[vɛsɛ]）是法国芒什省的一个旧市镇，属于阿夫朗什区。2016年，韦塞与市镇马塞、蓬托尔松合并为新的蓬托尔松。

## 地理
韦塞（48°31'30"N, 1°25'54"W）面积12.59 平方千米，位于法国诺曼底大区芒什省，该省份为法国西北部沿海省份，西、北、东北三面环大西洋，东起顺时针与卡爾瓦多斯省、奧恩省、马耶讷省和伊勒-维莱讷省接壤。
与韦塞接壤的市镇（或旧市镇、城区）包括：马塞、阿尔古日、欧塞拉普莱讷、拉克鲁瓦阿夫朗尚、蒙塔内勒、蓬托尔松、萨塞、维利耶勒普雷。

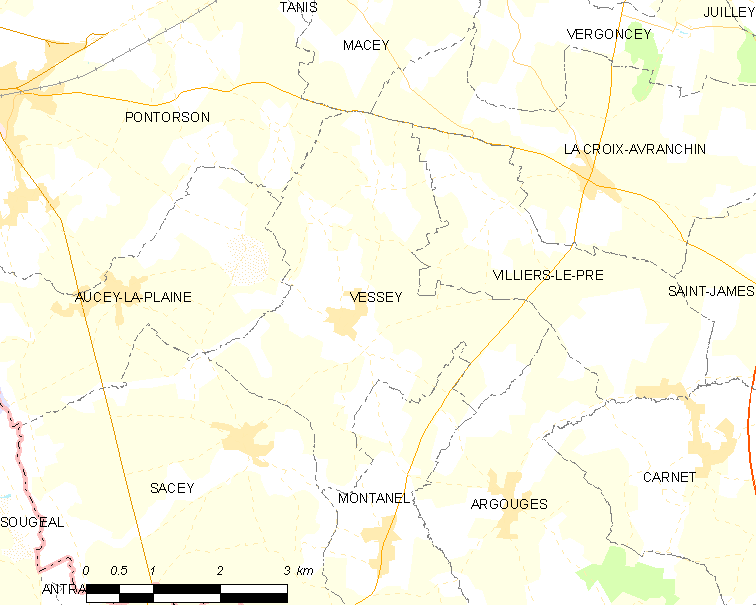
的OSM定位图

韦塞的时区为UTC+01:00、UTC+02:00（夏令时）。

## 行政
韦塞的邮政编码为50170，INSEE市镇编码为50630。

## 政治
韦塞所属的省级选区为蓬托尔松县。

## 人口

1962-2008年间人口变化图示

韦塞于2018年1月1日时的人口数量为385人。